# (11253) Месяц
(11253) Месяц (лат. Mesyats) — типичный астероид главного пояса, открыт 26 октября 1976 года советским астрономом Тамарой Смирновой в Крымской астрофизической обсерватории и 9 мая 2001 года назван в честь советского и российского физика Геннадия Месяца.

## Обнаружение и именование
(11253) Месяц
Открыт 26 октября 1976 года в Крымской астрофизической обсерватории Т. М. Смирновой.
Российский физик Геннадий Андреевич Месяц (р. 1936) известен своими работами по физике электрических разрядов в газе и вакууме, эмиссионной электронике, сильноточным ускорителям электронов и технике энергетических импульсов. С 1987 года является вице-президентом Российской академии наук.
Оригинальный текст (англ.)11253 Mesyats
Discovered 1976 Oct. 26 by T. M. Smirnova at the Crimean Astrophysical Observatory.
Russian physicist Gennadij Andreevich Mesyats (b. 1936) is known for his work on the physics of electrical discharges in gas and vacuum, emission electronics, high-current accelerators of electrons and the power impulse technique. Since 1987 he has been a vice-president of the Russian Academy of Sciences.
Источники: 20010509/MPCPages.arc; M.P.C. 42672.

## Орбита

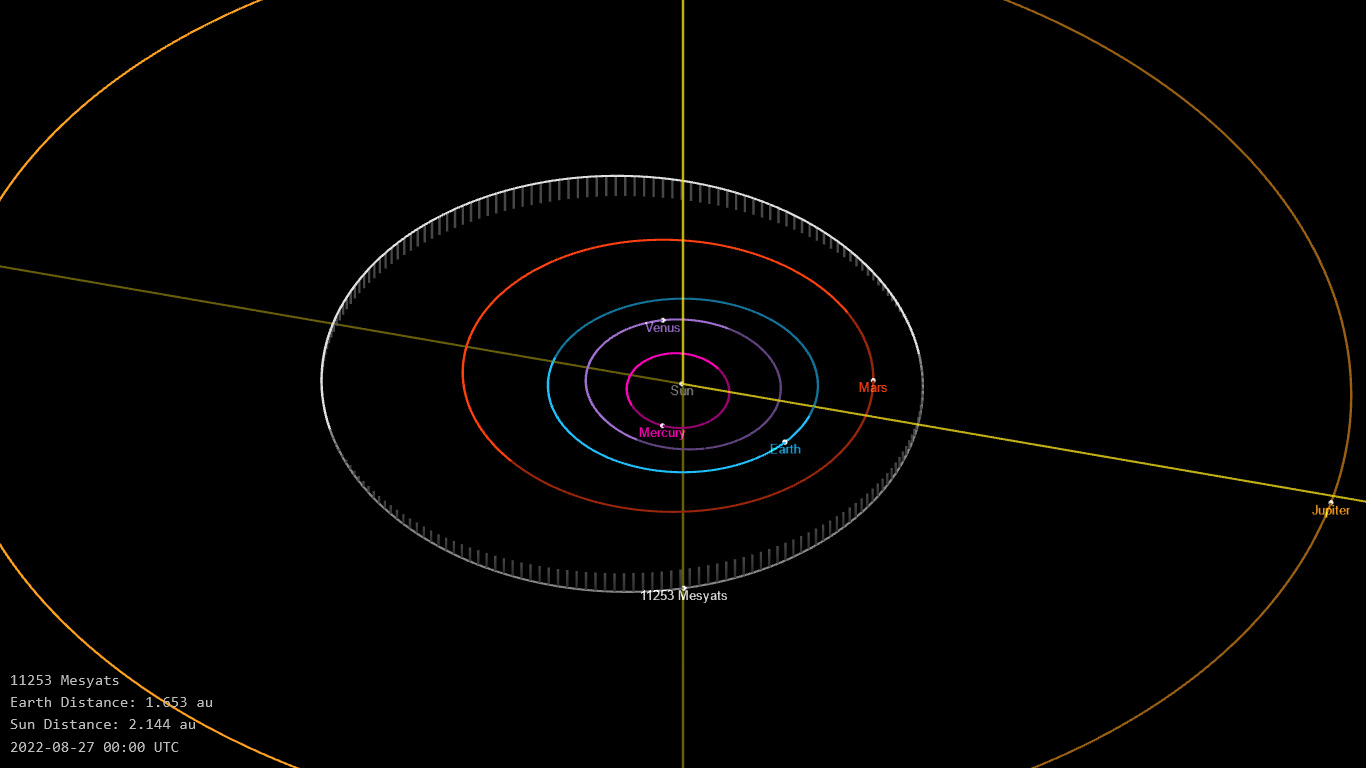
Орбита астероида Месяц и его положение в Солнечной системе

## Физические характеристики
Астероид относится к таксономическому классу S.
По результатам наблюдений системы последнего оповещения о столкновении астероида с Землей Asteroid Terrestrial-impact Last Alert System и наблюдений космического телескопа оптического диапазона Gaia абсолютная звёздная величина астероида оценивалась равной 14,89±0,098m.